# Koath
Koath é um cidade no distrito de Rohtas, no estado indiano de Bihar.

## Geografia
Koath está localizada a 25° 19′ N, 84° 16′ L. Tem uma altitude média de 73 metros (239 pés).

## Demografia
Segundo o censo de 2001, Koath tinha uma população de 15.809 habitantes. Os indivíduos do sexo masculino constituem 52% da população e os do sexo feminino 48%. Koath tem uma taxa de literacia de 48%, inferior à média nacional de 59,5%: a literacia no sexo masculino é de 59% e no sexo feminino é de 36%. Em Koath, 19% da população está abaixo dos 6 anos de idade.